# Voo Continental Airlines 1713
O Voo Continental Airlines 1713 foi um voo comercial que caiu durante a decolagem durante uma tempestade de neve do Aeroporto Internacional Stapleton em Denver, Colorado, em 15 de novembro de 1987. Um Douglas DC-9, operado pela Continental Airlines, estava realizando um voo regular para Boise, em Idaho. Vinte e cinco passageiros e três membros da tripulação morreram no acidente.
A investigação do acidento pelo Conselho Nacional de Segurança nos Transportes (NTSB) apurou que a causa mais provável do acidente foi falha, por parte do piloto em comando, de ter a aeronave degelada uma segunda vez antes da decolagem.

## Contexto

### Aeronave
O Voo 1713 foi operado usando um McDonnell Douglas DC-9-14 de 21 anos, um bijato de fuselagem estreita com o prefixo N626TX. A aeronave estava equipada com dois motores Pratt & Whitney JT8D-7B. Foi originalmente entregue à Air Canada em maio de 1966 e vendido para a Texas International Airlines em 1968, onde serviu a maior parte de seu serviço até ser vendido para a Continental em 1982. Em 21 anos de serviço, acumulou mais de 52.400 horas de voo e mais de 61.800 ciclos.

### Tripulação
O capitão era Frank B. Zvonek Jr., de 43 anos, que estava na Continental Airlines desde 1969. Ele tinha 12.125 horas de experiência de voo, mas apenas 166 horas no DC-9, ou "em tipo". Ele havia sido promovido a capitão menos de três semanas antes.
O primeiro oficial foi Lee Edward Bruecher, de 26 anos, contratado pela Continental quatro meses antes; ele havia voado anteriormente para a Rio Airways, e foi aprovado em seu teste inicial de proficiência no DC-9 em meados de setembro. Ele tinha 3.186 horas de voo, mas apenas 36 dessas horas eram no DC-9, que era a extensão de sua experiência com turbojato, e não havia voado nos últimos 24 dias. Bruecher era o piloto em comando no momento do acidente.
A tripulação de cabine era composta por três comissários de bordo.

### Clima
No momento do acidente na tarde de domingo, o Serviço Nacional de Meteorologia estava relatando neve úmida moderada no Aeroporto Internacional de Stapleton. A maior taxa de queda de neve ocorreu entre 13:10 e 14:20, com o pico da taxa de queda de neve ocorrendo em torno de 13:50.

## Acidente

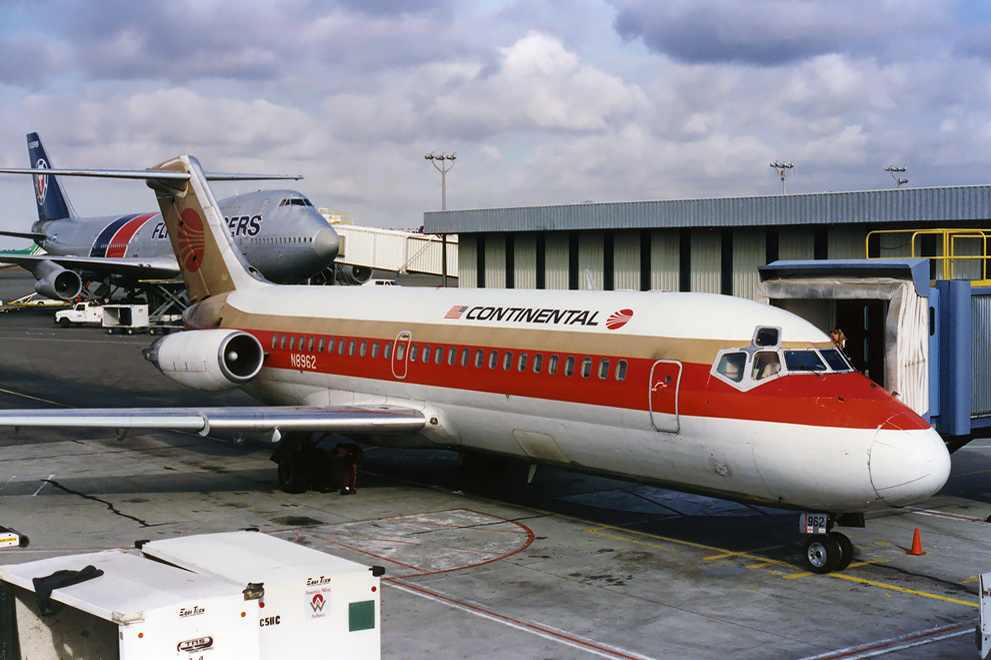
Um Doulgas DC-9-14 da Continental, similar ao envolvido no acidente

O voo 1713 da Continental Airlines estava programado para sair de Denver às 12h25, mas muitos voos saindo de Denver naquele dia foram atrasados por causa do mau tempo. Às 13h03, o voo 1713 taxiou de seu portão até a plataforma de degelo. Infelizmente, os controladores de tráfego aéreo não sabiam que o voo 1713 havia partido do portão porque a tripulação o fizera sem primeiro solicitar autorização de taxiamento. O degelo foi concluído às 13:46.
Às 13:51, o voo 1713 contatou o controlador de entrega de liberação para permissão para "taxiar da plataforma de degelo". O controlador de autorizou a liberação, acreditando que o voo 1713 ainda estava no portão e solicitando o procedimento de degelo, instruiu o voo a mudar para a frequência do controlador de solo.
Às 14h05, o voo 1713 estava alinhado na posição número um na extremidade norte da pista, e a tripulação estava pronta para decolar. Não mantidos devidamente informados sobre a posição do voo 1713, os controladores de tráfego aéreo tentaram repetidamente fazer diferentes aviões decolarem, deixando o voo 1713 parado na neve caindo por vários minutos e abrindo o avião para o risco de "contaminação das asas" pelo gelo. O voo 1713 então notificou os controladores de tráfego aéreo que eles estavam aguardando no início da pista e instruções de decolagem.

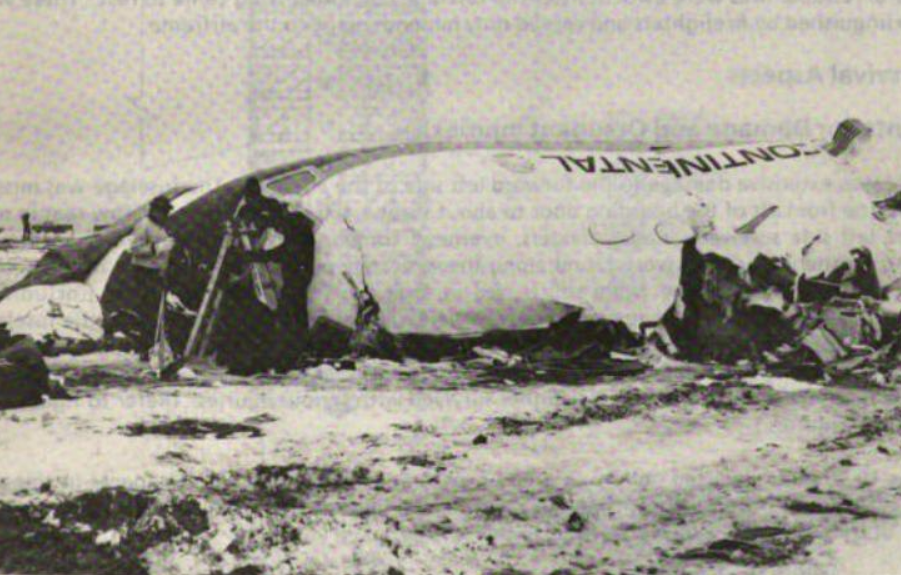
Destroços do voo 1713

O voo 1713 foi autorizado para decolar às 14:14. Enquanto o DC-9 estava decolando, o piloto em comando virou excessivamente. O DC-9 desceu e a asa esquerda atingiu o solo, fazendo com que a asa se separasse. Um explosão de fogo alimentado por combustível acendeu na asa esquerda logo após atingir o solo, causando uma "bola de fogo" dentro da cabine. O lado esquerdo do DC-9 e da cabine atingiu o solo em seguida e o DC-9 continuou deslizando, invertido. Conforme o DC-9 derrapou, o lado esquerdo foi inclinado e a cauda invertida. Esta ação fez com que a parte central do DC-9 comprimisse e esmagasse muitos dos passageiros a bordo.
Um total de 25 passageiros e 3 membros da tripulação morreram devido ao acidente. As duas últimas fatalidades sucumbiram durante a hospitalização. O capitão, o primeiro oficial, um comissário e 11 dos passageiros morreram de contusões. Além disso, 5 passageiros morreram de ferimentos na cabeça secundários de trauma contuso e 9 passageiros morreram de asfixia. Os restantes 52 passageiros e 2 comissários de bordo sobreviveram. Dos passageiros sobreviventes, 25 sofreram ferimentos leves e 27 ferimentos graves. A Fitzsimons Army Medical Center enviou seu pessoal para auxiliar na retirada de passageiros, e dez hospitais trataram os sobreviventes.

## Investigação
O NTSB investigou o acidente.

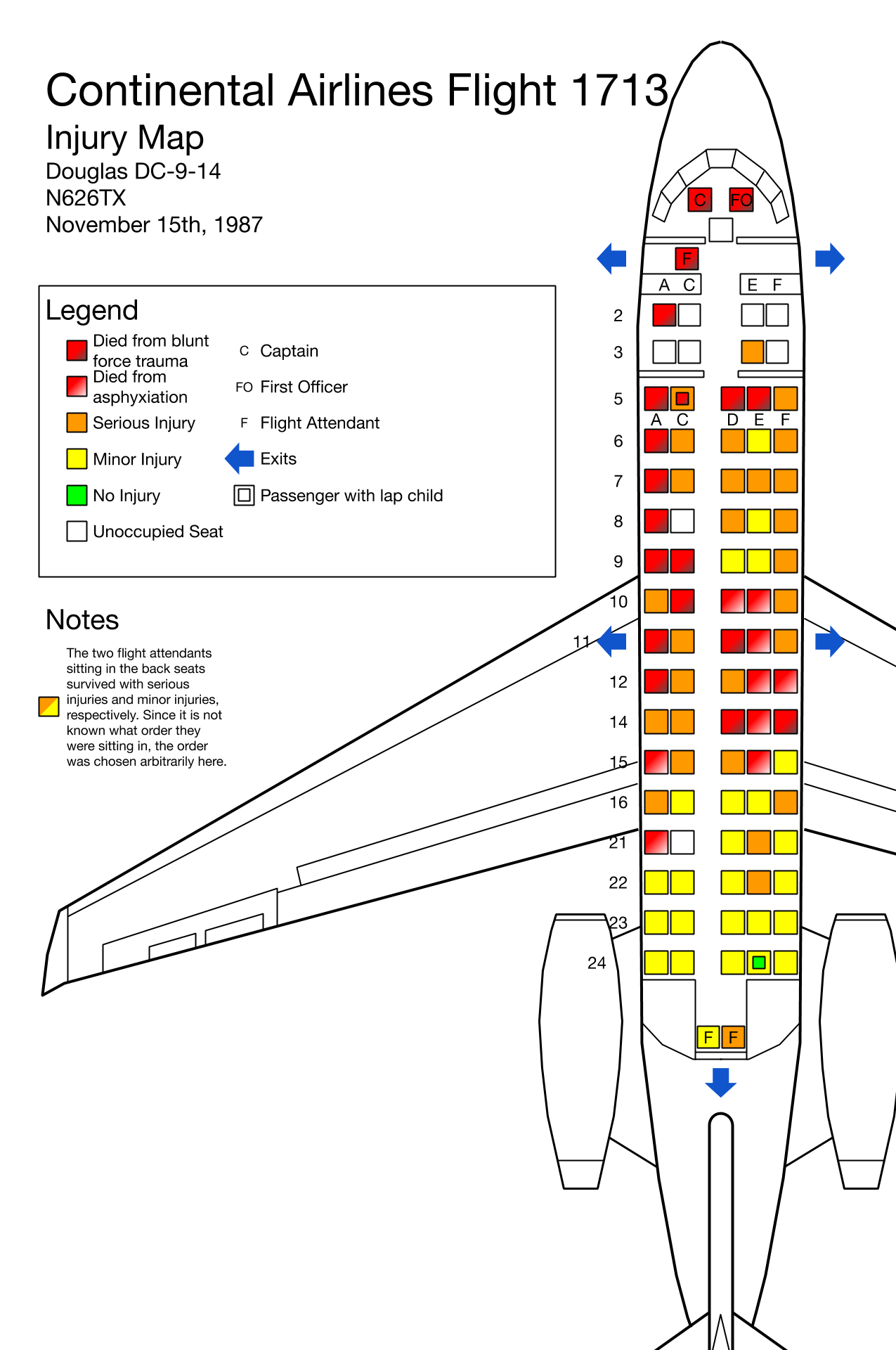
O mapa de assentos do voo 1713 da Continental Airlines, com base no relatório oficial da NTSB.
O gráfico ilustra a localização dos passageiros, a falta de ferimentos, a gravidade dos ferimentos e as causas de morte, tudo onde aplicável.

Em julho de 1988, a Continental Airlines apresentou um relatório ao NTSB apresentando as causas do acidente como turbulência, remoção de neve insuficiente e erros dos controladores de tráfego aéreo. No entanto, o NTSB investigou a teoria da turbulência da esteira e concluiu que a turbulência da esteira do voo anterior não teria afetado o voo 1713.
Durante a investigação, os baixos níveis de experiência da tripulação no DC-9 foram questionados. Os investigadores também descobriram que antes de começar a trabalhar para a Continental, Bruecher havia sido demitido de outra companhia aérea após reprovar em três ocasiões em um exame de voo. Os investigadores também determinaram que o primeiro oficial Bruecher estava no controle no momento do acidente.
Os investigadores determinaram que 27 minutos se passaram entre a conclusão do degelo e a tentativa do voo 1713 de decolar, sete minutos a mais do que deveria ser permitido antes da decolagem. O NTSB concluiu que um acúmulo de gelo nas asas do voo 1713 contaminou as superfícies de ambas as asas antes da partida, com base em relatos de passageiros sobreviventes de que viram "manchas" de gelo nas asas após o degelo foi completo. Os investigadores também concluíram que neve úmida suficiente pousou no voo 1713 após o degelo estar completo para derreter e diluir o fluido de degelo, o que permitiu que o gelo se reformasse nas asas. De acordo com o fabricante da aeronave, mesmo uma quantidade modesta de contaminação de gelo na asa superior pode prejudicar o desempenho de elevação das asas e levar à perda de controle de rotação e inclinação. Com base nisso, o NTSB concluiu que uma pequena quantidade de gelo nas asas fez com que o voo 1713 tivesse problemas de controlabilidade significativos.
O NTSB também determinou que o mau desempenho do primeiro oficial Bruecher durante a decolagem provavelmente contribuiu para sua perda de controle do avião. O primeiro oficial virou o avião a mais de 6 graus por segundo, ou duas vezes a taxa recomendada.  Combinado com os efeitos do gelo na asa, a alta taxa de subida fez com que a asa esquerda do avião parasse e o avião começasse a capotar. O voo 1713 foi o primeiro voo de Bruecher após uma ausência de 24 dias dos deveres de voo, e o NTSB concluiu que essa ausência prolongada havia corroído a retenção do recém-contratado primeiro oficial de seu treinamento recente, o que contribuiu para seu fraco desempenho de decolagem.
Em 27 de setembro de 1988, o NTSB publicou um relatório final sobre sua investigação sobre o acidente, atribuindo o acidente ao fracasso do capitão em descongelar o avião uma segunda vez, ao desempenho ruim da decolagem do primeiro oficial, confusão entre os pilotos e o avião controladores de tráfego que contribuíram para atrasos, agravados por uma tripulação de cockpit onde ambos os pilotos eram relativamente inexperientes no tipo de aeronave. Especificamente, o NTSB concluiu:
O Conselho de Segurança Nacional nos Transportes determina que a causa provável deste acidente foi a falha do capitão em descongelar o avião uma segunda vez após um atraso antes da decolagem que levou à contaminação da superfície da asa superior e uma perda de controle durante a rotação de decolagem rápida pelo primeiro oficial . Contribuíram para o acidente a ausência de controles regulatórios ou de gestão que regem as operações de tripulantes de voo recém-qualificados e a confusão que existia entre os membros da tripulação de voo e os controladores de tráfego aéreo que levou ao atraso na partida.

## Consequências
Após o acidente, a Continental Airlines reiterou seus procedimentos para lidar com o degelo e desenvolveu um programa de atribuição computadorizado que evitaria a tripulação "verde no verde" ou impediria que pilotos com menos de 100 horas de voo no tipo fossem atribuídos ao mesmo voo.
Nove meses após a queda do voo 1713, o Voo Delta Air Lines 1141 caiu em Dallas. Quando o NTSB divulgou seu relatório sobre o voo 1713, mencionou especificamente o fato de que "quase 3 minutos de conversa social não pertinente" ocorreram antes da decolagem. Quando o NTSB posteriormente emitiu seu relatório sobre o Delta 1141, descobriu que a tripulação da Delta também tinha se envolvido em uma conversa não pertinente, incluindo uma discussão sobre o gravador de voz da cabine na queda do Continental 1713. O relatório sobre Delta 1141 concluiu, entre outras causas, que a causa mais provável do acidente em Dallas foi a conversa não competente da tripulação, ou a falha em manter uma "cabine estéril", tendo contribuído para a falha em estender os flaps e slats da aeronave para uma tomada configuração adequada.
Stapleton foi substituído pelo Aeroporto Internacional de Denver em 1995. Desde então, foi desativado e a propriedade remodelada como um bairro residencial e de varejo. A Continental se fundiu com a UAL Corporation (empresa controladora da United Airlines) por meio de uma troca de ações em 2010, e a integração foi concluída em 2012.

## Na cultura popular
O voo 1713 da Continental Airlines foi mencionado no filme Rain Man de 1988.
O acidente foi o assunto do episódio 10, da temporada 18 de Mayday, intitulado "Dead of Winter", "Morte no Inverno" no Brasil. 
Em fevereiro de 1990, a revista Reader's Digest detalhou a tripulação de voo e alguns dos passageiros em seu artigo "Milagre na nevasca". 